# Pilsko
Pilsko là ngọn núi cao thứ hai, với độ cao 1.557 mét (5.108 ft), trong dãy núi Żywiec Beskids (Oravské Beskydy ở Slovakia), trên biên giới giữa Ba Lan và Slovakia. Đây là một địa điểm đi bộ đường dài vào mùa hè và một khu trượt tuyết vào mùa đông. Tên Pilsko thường được sử dụng không chỉ để mô tả đỉnh chính, nằm ở Slovakia, mà còn để chỉ toàn bộ phạm vi. Ngọn núi không chỉ nằm trên biên giới giữa hai quốc gia, nó còn đánh dấu đầu nguồn châu Âu.
Nguồn gốc của tên Pilsko không được biết đến, nó có thể được đặt theo tên của một chủ sở hữu thế kỷ 18 của một khu đồng cỏ địa phương, được đặt tên là Piela. Có một số giả thuyết khác, học giả A. Siemionow tuyên bố rằng Pilsko là một phiên bản tiếng Slovak bị bóp méo của tiếng Ba Lan. Điều được biết là cái tên này xuất hiện lần đầu tiên trong các tài liệu từ năm 1721, trong một cuốn sách Lịch sử tự nhiên Curiosa Regni Poloniae, do Reverend Gabriel Rzaczynski viết (người cũng được ghi nhận là người đàn ông đầu tiên leo lên núi).
Phần trên của Pilsko bằng phẳng và được làm bằng đá vôi, được bao phủ bởi cỏ và thông núi. Về phía Slovak có một bàn thờ, được thành lập bởi cư dân của Orava làng Mutne. Hàng năm vào tháng Bảy, một linh mục giáo xứ từ Mutne đến đây. Trên sườn đông bắc, dọc theo con đường du lịch màu vàng, có một cây thánh giá, tưởng niệm một trong những nạn nhân đầu tiên của Cuộc xâm lược Ba Lan năm 1939, một Tổng công ty Biên phòng, Franciszek Basik.
Năm 1967, chính phủ Tiệp Khắc đã tạo ra một khu bảo tồn thiên nhiên ở phía Slovak của Pilsko, với diện tích 809 ha. Khu bảo tồn thiên nhiên Ba Lan, được tạo ra vào năm 1971, nhỏ hơn nhiều, vì nó chỉ có diện tích 15,4 hecta. Đỉnh khu vực này cung cấp một góc nhìn về Tây Beskids, Tatras và đôi khi là sườn phía đông của Sudetes. Hai trung tâm trượt tuyết hoạt động trên các sườn dốc trong khu vực Korbielow: Trung tâm trượt tuyết Pilsko ở Korbielow và Kolej Baba ở Korbielow-Kamienna. Trong những năm 1990, hơn 10 hecta rừng đã bị chặt phá để xây dựng đường trượt tuyết, dẫn đến sự phản đối của các tổ chức sinh thái cả từ Ba Lan và Tiệp Khắc cũ. Đã xảy ra một thảm kịch đối với khách du lịch vào năm 1980, khi một nhóm vận động viên với huấn luyện viên của họ bị lạc, và bốn thanh niên chết vì hạ thân nhiệt. Pilsko có một văn phòng của PTTK, nằm ở độ cao 1.270 mét, gần đó có một ngã ba đường mòn du lịch.